# 下院内インターチェンジ
下院内インターチェンジ（しもいんないインターチェンジ）は、秋田県湯沢市にある東北中央自動車道（院内道路・横堀道路）のインターチェンジである。名称は仮称である。
横堀道路が未開通のため院内道路方面への仮出入口のみが設けられている。

## 接続する道路
- 国道13号（横堀バイパス）

## 歴史
- 2016年（平成28年）11月5日 : 院内道路・上院内IC - 下院内IC間開通に伴い供用開始[1]。
- 2025年（令和7年）度 : 横堀道路・下院内IC - 雄勝こまちIC間開通予定[2][注釈 1]。

## 料金所
無料区間であるため設置されていない。

## 隣
E13 東北中央自動車道（院内道路・横堀道路）
上院内IC（仮称） - 下院内IC（仮称） - 雄勝こまちIC（事業中）